# Bisenti
Bisenti és un poble i una comune a la provínica de Teramo a la regió sud dels Abruços, Itàlia.

## Església
L'antiga cara de Bisenti encara es conserva als carrers i places del centre històric, que manté l'ambient colorit propi d'un poble medieval.
La Piazza Vittorio Emanuele té vistes a l'església parroquial de Santa Maria degli Angeli, que acull un majestuós campanar i la casa badiale. Segons la tradició, l'església està relacionada amb l'orde franciscà. Va ser considerada una de les principals basíliques d'Abruços durant els segles XV-XVI. També es pot veure en un racó del sòl de mosaics de la basílica de Sant Pere a Roma.

### Llegenda
Hi ha ruïnes d'una casa romana coneguda com la casa de Pilat. Angelo Paratico va escriure un capítol on es descrivia la seva ciutat natal i la reunió de Pilat amb Longino cada setmana.

## Galeria
|  |  |  |

## Demografia
| Gràfica d'evolució de Bisenti entre 1861 i 2001 |
|                                                 |

| 1r gener 2017 | 1r gener 2018 | 1r gener 2023 |
| 1.925         | 1.885         | 1.677         |